# Лапитос
Лапитос или Лапетос (греч. Λάπηθος, тур. Lapta) — муниципалитет на севере острова Кипр, на территории района Кирения в 14 километрах к западу от города Кирения. После турецкого вторжения 1974 года город контролируется частично признанной Турецкой Республикой Северного Кипра. Город Лапитос находится на месте античного города-государства Лапитос.

## История
Муниципалитет Лапитос был создан в 1878 году в результате административно-территориальной реформы, проведённой на Кипре британцами. Был учреждён муниципальный совет и должность димарха Лапитоса, которые избирались населением. Муниципальный совет просуществовал до конца 1987 года.
В настоящее время большую часть населения Лапитоса составляют турки.

## Административное деление
Община Лапитос состоит из шести энорий (греч. Ενορία — приход), ранее бывших отдельными деревнями:
- Энория Святой Анастасии
- Энория Святого Феодора
- Энория Апостола Луки
- Энория Святого Мины
- Энория Святой Параскеви
- Энория Истинного Предтечи

## Достопримечательности
- Церковь Святого Феодора (1843 год)
- Церковь Святого Луки
- Церковь Святого Мина

## Известные уроженцы
- Иоаннис Цангаридис  (1887-1939) - кавалерийский офицер греческой армии, герой Малоазийского похода, впоследствии генерал-майор греческой армии.